# Hipoteza o Gaji
Hipoteza o Gaji, poznana tudi pod imenom Gajin princip ali Gajina paradigma, je hipoteza, ki trdi, da sta življenje na Zemlji in sam planet neločljivo povezana dela celote, ki nenehno vplivata drug na drugega. Sama hipoteza je bila predlagana s strani znanega kemika in naravoslovca Jamesa Lovelocka, svoj prispevek hipotezi pa je dodala tudi mikrobiologinja Lynn Margulis. Ime je Lovelock hipotezi dal po Gaji, grški boginji Zemlje.
Objava hipoteze je sprožila mnoge kritike, hkrati si jo je veliko ljudi razlagalo na napačni način; del javnosti je začel gledati na planet Zemlja kot na živi organizem, ki poseduje nekatere lastnosti živega, kar pa ni bil avtorjev namen. Številni strokovnjaki so hipotezo zavračali ter jo označevali kot psevdoznanost, mnoge podpornike pa si je pridobila med ekološkimi aktivisti, ki so jo začeli uporabljati pri svojem delovanju.

## Vsebina hipoteze
Hipoteza o Gaji trdi, da nenehno poteka koevolucija organizmov in okolja, v katerem prebivajo. Sam planet naj bi na tak način ohranjal neke vrste lastno homeostazo. Hipoteza o Gaji pravi, da je življenje na Zemlji skozi zgodovino sebi v korist prilagajalo in še naprej prilagaja fizikalne in kemijske razmere na Zemlji (razmere na površju, v ozračju in v oceanih ter morjih). Vsa živa bitja nezavedno nadzorujejo abiotske dejavnike posameznih ekosistemov, denimo temperaturo ekosistemov, koncentracijo plinov v zraku, kemično sestavo morij in podobno. To prepričanje je v nasprotju s tradicionalnim mišljenjem, ki trdi, da se življenje nenehno prilagaja na planetarne razmere in samo nima velikega vpliva na njih. Nekatere manj sprejete verzije hipoteze ves planet in vse organizme označujejo kot en ogromen živeč planetarni organizem, pri čemer so atmosfera, morja in zemeljska skorja rezultati ukrepov, ki jih je izvršila Gaja v procesu koevolucije z živimi organizmi.
Po predvidevanju hipoteze je Zemlja samoregulirajoč in kompleksen sistem, ki sestoji iz sfer. Sestavljajo ga biosfera, atmosfera, hidrosfera in pedosfera, ki so med seboj tesno povezane in se nenehno spreminjajo, pri čemer spremembe na eni vplivajo na delovanje druge in obratno. Sistem kot celota poskuša zagotoviti fizikalno in kemijsko okolje, ki je optimalno za obstoj življenja na planetu. Gaja deluje po principu kibernetske povratne zanke, ki jo nezavedno vodijo živa bitja, kar ohranja stabilne razmere na Zemlji in tako posledično omogoča obstoj življenja. Veliko procesov na Zemljini površini je nujnih za obstoj življenja; med pomembnejše zagotovo spadajo interakcije mikroorganizmov z anorganskimi elementi. Skupek procesov sestavlja globalni kontrolni sistem, ki je sposoben regulacije temperature na površju, sestave atmosfere in slanosti oceanov. Čeprav so bile nekatere od zgornjih idej v podobnih oblikah poznane že prej, denimo na področju biogeokemije in geoloških ved, pa je originalna lastnost hipoteze o Gaji, da vzdrževanje homeostaze neposredno povezuje s ciljem: ohraniti optimalne razmere za obstoj življenja na Zemlji, ne glede na vse zemeljske in nezemeljske pojave, ki bi to stanje lahko ogrozili.

## Primeri

### Ogljikov dioksid in podnebje
Teorije o podnebju in kemični sestavi Zemljinega površja navadno prisotnosti biosfere ne dajejo velikega poudarka ali ji pripisujejo zgolj pasivno vlogo. Nov pristop k tej problematiki se je zgodil v drugi polovici dvajsetega stoletja, ko so znanstveniki večjo pozornost posvečali iskanju življenja na drugih planetih, predvsem na Marsu. Lovelock in Hitchcock sta predlagala, da lahko na prisotnost življenja sklepamo že na podlagi preučitve atmosfere planeta. Zatrdila sta, da je vpliv biosfere na ozračje zelo močan in zato uporaben kot univerzalni indikator življenja. Na podlagi tega predvidevanja sta P. in J. Connes leta 1966 analizirala ozračje planeta Marsa in ugotovila, da v njegovi atmosferi prevladuje predvsem plin ogljikov dioksid in samo ozračje ne odstopa od referenčnih rezultatov. V skladu s prej omenjeno teorijo planet s tako sestavo atmosfere ne vsebuje življenja. Nasprotno je Zemljino ozračje zelo daleč od referenčnih rezultatov, ki bi kazali na neposeljen planet, kar omogoča sklep, da je življenje na Zemlji prisotno. Na to dejstvo opozarjata predvsem plina kisik in metan ter njune trenutne koncentracije. Kisik je namreč zelo reaktiven plin in bi po predvidevanjih moral sčasoma reagirati z drugimi plini in minerali Zemljinega ozračja ter skorje. Hkrati je tudi prisotnost metana nenavadna, saj je v kisikovi atmosferi pod določenimi pogoji gorljiv.

### Marjetičin svet
Hipoteza o Gaji je takoj po nastanku prejela mnoge kritike; številni strokovnjaki so trdili, da hipoteza za obstoj potrebuje zelo nerealistično skupinsko selekcijo in obsežno sodelovanje med organizmi. James Lovelock in Andrew Watson sta v odgovor oblikovala matematični model, Marjetičin svet, v katerem sta obravnavala ekološko tekmovanje in planetarno regulacijo temperature. Marjetičin svet je poseljen z dvema vrstama marjetic, črnimi in belimi, ki oboje zasedajo velik delež površja. Barva cveta posamezne vrste marjetic vpliva na podnebje planeta, pri čemer črne marjetice absorbirajo več svetlobe in segrevajo planet, na drugi strani pa bele marjetice odbijajo več svetlobe in posledično planet ohlajajo. Črne marjetice rastejo najbolje pri nižjih temperaturah, medtem ko bele marjetice uspevajo pri višjih temperaturah. Če temperatura narašča, se bodo bele marjetice namnožile in zasedle večjo površino sveta, kar bo vodilo v več odbite svetlobe in postopno ohlajanje planeta. Obratno se bo zgodilo, če bo temperatura padla in se bodo razmnožile črne marjetice, ki bodo povzročile absorpcijo več sončne svetlobe in otoplitev ozračja. Temperatura bo tako posledica povratne zanke med dvema vrstama marjetic, ki naseljujeta Marjetičin svet.
Lovelock in Watson sta s tem modelom pokazala, da negativna povratna zanka, ki nastaja zaradi tekmovanja med dvema vrstama marjetic, ohranja temperaturo planeta relativno stabilno in v spektru, ki podpira obstoj življenja. Kritiki trdijo, da so rezultati modela napovedljivi, ker naj bi raziskovalca namerno izbrala primere, ki bodo pokazali želeno hipotezo.